# Katharine Foot

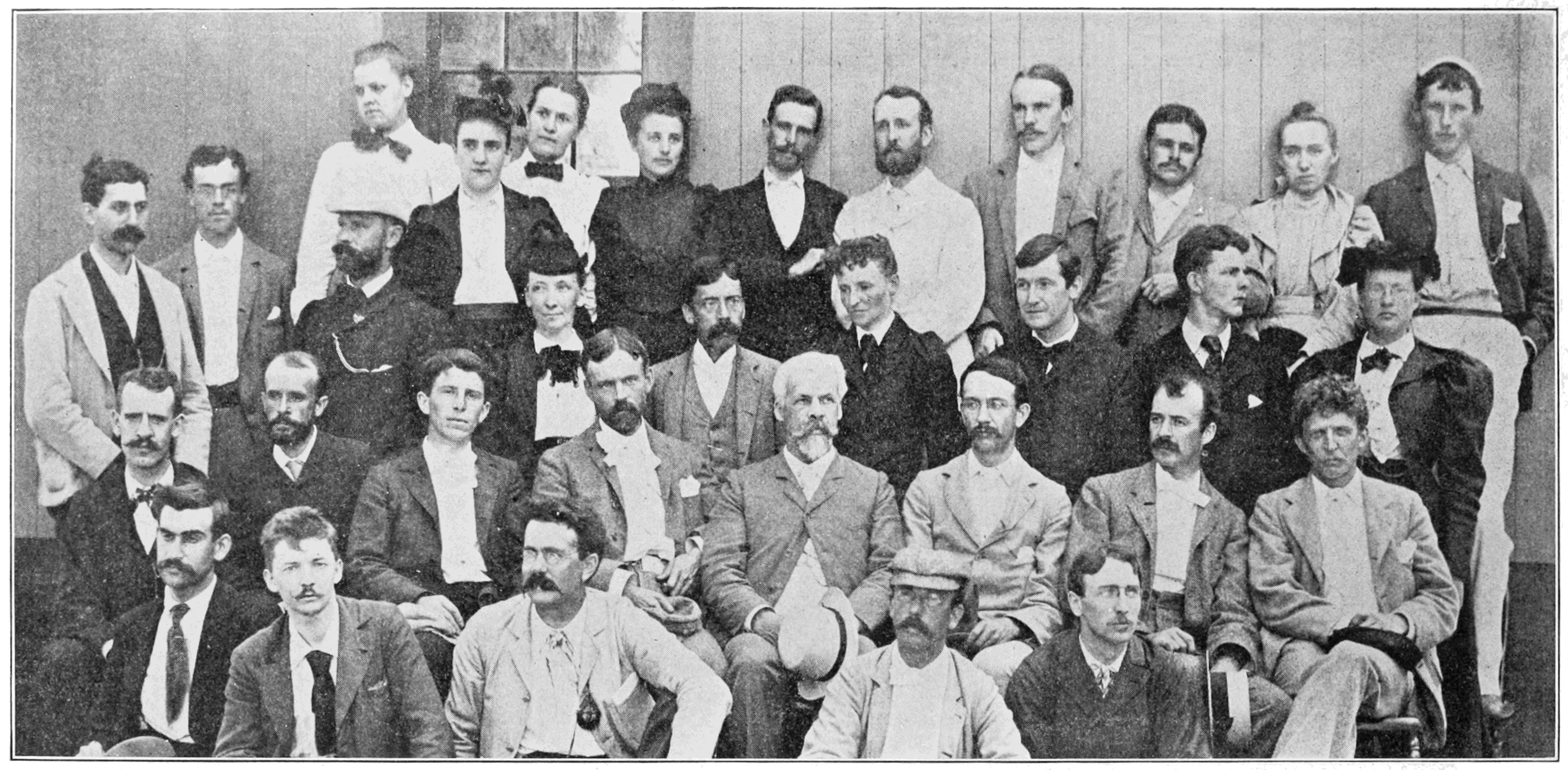
Gruppenfoto von Forschern des Marine Biology Laboratory; Katharine Foot in der dritten Reihe, vierte von rechts

Katharine Foot (* 14. Oktober 1852 in Geneva, New York; † 1944) war eine US-amerikanische Zoologin und Zytologin. Foot gehörte mit ihrer Laborpartnerin Ella Church Strobell zu den ersten, die die Entwicklungsstadien befruchteter Eier fotografierten und gemeinsam die Rolle von Chromosomen bei erblichen, geschlechtsgebundenen Merkmalen untersuchten. Gemeinsam leisteten sie Pionierarbeit beim Fotografieren mikroskopischer Forschungsproben und erfanden eine neue Technik zur Herstellung dünner Materialproben bei kälteren Temperaturen.

## Leben und Werk
Foot wurde in ihrer Kindheit an Privatschulen unterrichtet. Sie interessierte sich für Indianer und wurde Mitte des 19. Jahrhunderts Präsidentin der Washingtoner Hilfsorganisation der Women’s National Indian Association, einer Organisation, die sich für Indianer einsetzte. Sie begleitete die Ethnographin Alice Fletcher auf einer Reise nach Alaska, um dort mit Indianern zu kommunizieren.
In den 1890er Jahren wohnte sie bei Orrington Lunt, dem Gründer der Northwestern University in Evanston, Illinois. 1892 erhielt sie eine Ausbildung im Marine Biological Laboratory in Woods Hole, Massachusetts, wo sie ein lebenslanges Mitglied war. Nach ihren ersten sechs Wochen in einem Kurs über Wirbellose beauftragte sie der Zoologe Charles Ottis Whitman mit der Untersuchung über die Reifung und Befruchtung des Eies des Regenwurms Allolobophora foetida (heute Eisenia fetida) und sie schrieb eine Arbeit zu diesem Thema, die 1894 im Journal of Morphology erschien. 1896 hielt sie als erste Frau einen Vortrag im Marine Biological Laboratory mit dem Titel „Die Zentrosomen des befruchteten Eies von Allolobophora foetida“.
1897 wurde Ella Church Strobell ihre Assistentin, die ab 1899 als Mitautorin auf ihren Veröffentlichungen erschien. Foot und Strobell gehörten zu den ersten, die die Entwicklungsstadien befruchteter Eier fotografierten und gemeinsam die Rolle von Chromosomen bei erblichen, geschlechtsgebundenen Merkmalen untersuchten. Zusätzlich entwickelten sie eine Technik zur Erzeugung von Proben bei niedrigen Temperaturen zur Betrachtung unter dem Mikroskop, was in der damaligen Zeit ein bedeutender technischer Fortschritt war. Sie gehörten zu den ersten Forschern, die ihre Proben fotografierten, anstatt diese zu zeichnen. Zwischen 1906 und 1913 untersuchten die beiden bestimmte Stadien der chromosomalen Entwicklung von Kürbiswanzen, wahrscheinlich in einem eigenen Labor in New York City. Foot und Strobell nahmen an Debatten über die Rolle von Chromosomen bei der Übertragung bestimmter Einheiten erblicher Informationen wie geschlechtsgebundener Merkmale teil und verteidigten ihre Position gegenüber dem späteren Nobelpreisträger Thomas Hunt Morgan.
1914 gingen Foot und Strobell nach England, um ihre Forschungen an Hemiptera mit dem Histologen Harry Eltringham am New College (Oxford) fortzusetzen. Als Strobell erkrankte, stellten sie 1917 ihre Forschungen 1917 ein. Am Ende des Ersten Weltkriegs meldete sich Foot für das amerikanische Rote Kreuz in Paris. Sie untersuchte dort den Lebenszyklus der Kleiderlaus Pediculus vestimenti.
In den 1930er Jahren lebte sie einige Zeit in London, zog aber zur Zeit des Zweiten Weltkriegs in die USA, wo sie ihren letzten Wohnsitz in Camden (South Carolina) hatte.

## Auszeichnung
1906 wurde sie in die Liste der 1.000 wichtigsten Wissenschaftler der Vereinigten Staaten in American Men of Science aufgenommen.

## Veröffentlichungen (Auswahl)
- Preliminary note on the maturation and fertilization of the egg of allolobophora foetida, Journal of Morphology, Volume 9, 1894.
- Yolk‐nucleus and polar rings, Journal of Morphology 1, 1896.
- The Cocoons and Eggs of Allolobophora Foetida, J. Morphol. Foot, 1898.
- Determination of the Sex of the Offspring from a Single Pair of Pediculus Vestimenti, Biological Bulletin, Vol. 37, 1919.
- Preliminary Note on the Spermatogenesis of Pediculus Vestimenti, Biological Bulletin, Vol. 37, 1919.
- Notes on Pediculus Vestimenti, Biological Bulletin, Vol. 39,1920.
- mit Ella Strobell: A New Method of Focussing in Photomicrography, Harvard University, 1901.